# Partito Rivoluzionario di Unificazione Nazionale
Il Partito Rivoluzionario di Unificazione Nazionale (PRUN) è stato un partito politico messicano fondato nel 1939 da parte dei sostenitori del generale Juan Andreu Almazán per la candidatura di questo alla Presidenza della Repubblica. Il generale Almazán aveva chiesto il suo ritiro dal servizio attivo nell'esercito a maggio del 1939 e lo aveva ottenuto il 30 giugno; il 25 luglio dello stesso anno presentò davanti all'opinione pubblica un documento attraverso il quale spiegava il suo progetto politico e iniziava la sua campagna elettorale. Subito dopo, un comitato cominciò ad organizzare il nuovo Partito Rivoluzionario di Unificazione Nazionale.
Questo comitato organizzatore era presieduto da Gilberto Valenzuela e altre cariche dentro lo stesso finirono in mano a Rubén Salazar Mallén, Melchor Ortega, Luis N. Morones (che apparteneva per il momento al Partito Laburista Messicano), Porfirio Jiménez Calleja (del Partito Nazionale Agrario) e Juan Landerreche (del Partito Azione Nazionale). Molti membri del Partito della Rivoluzione Messicana (odierno PRI), che era al governo in quell'epoca, abbandonarono il partito "ufficiale" per unirsi al PRUN e sostenere la candidatura di Almazán, scontenti per l'imposizione della candidatura di Manuel Ávila Camacho da parte del presidente Lázaro Cárdenas.
Ideologicamente, il PRUN apparteneva alla destra moderata, e si opponeva con veemenza alla politica di sinistra del governo di Cárdenas e, sebbene esistette solo per un breve periodo, svolse un certo ruolo nel corso delle elezioni messicane. Ad esempio, la sua popolarità in rapida crescita aveva portato il governo messicano a posticipare l'attuazione del suffragio femminile, temendo che le donne messicane, note come conservatrici, avrebbero votato per il PRUN in massa. Inoltre, la popolarità del partito spinse Cárdenas a designare il più moderato Camacho come candidato presidenziale piuttosto che l'estremista di sinistra Francisco J. Múgica.
| Controllo di autorità | VIAF (EN) 125569779 · LCCN (EN) n86023772 |